# 1° Oeste
1° Oeste (em inglês: 1° West) é uma posição orbital usada por satélites pertencentes a Telenor Satellite Broadcasting e Intelsat. Durante a década de 1990, estabeleceu-se como uma das duas principais posições de satélite para a recepção DTH nos países escandinavos (o outro é de 5° Leste).
Hoje, a posição é usada pelo operador DTH escandinavo de Canal Digital, os operadores de DTH romenos Digi TV e Focus Sat, bem como alguns canais africanos.

## Satélites localizados nesta posição

### Atual
- Thor 5[1]
- Thor 6[2]
- Intelsat 10-02[3]

### Anterior
- Intelsat 512[4]
- Intelsat 702[5]
- Intelsat 707
- Thor 1 (inativo)
- Thor 2 (inativo)
- Thor 3 (ativo, localizado atualmente em 4°W)[6]
- TV-Sat 2[7]